# Старое Карганово
Старое Карганово  — деревня в Зубцовском районе Тверской области. Входит в состав Вазузского сельского поселения.

## География
Находится в южной части Тверской области на расстоянии приблизительно 10 км по прямой на восток-юго-восток от районного центра города Зубцов.

## История
Деревня была отмечена еще на карте 1825 года как Карганова. В 1859 году здесь (уже деревня Старое Карганово Зубцовского уезда Тверской губернии) было учтено 14 дворов.

## Население
Численность населения: 132 человека (1859 год), 11 (русские 100 %) в 2002 году, 9 в 2010.